# Mugisomeka
Mugisomeka är ett vattendrag i Burundi.   Det ligger i provinsen Kirundo, i den norra delen av landet, 110 kilometer nordost om huvudstaden Bujumbura.
Omgivningarna runt Mugisomeka är en mosaik av jordbruksmark och naturlig växtlighet. Runt Mugisomeka är det tätbefolkat, med 356 invånare per kvadratkilometer.